# Griffith C. Evans
Griffith C. Evans   (Boston, 11 de maig de 1887 - Berkeley, 8 de desembre de 1973) va ser un matemàtic nord-americà.

## Vida i Obra
El seu pare era professor de matemàtiques a secundària i autor de diversos llibres de text en aquest nivell. A partir de 1903 va estudiar matemàtiques a la universitat Harvard en la qual va obtenir el doctorat el 1910 amb una tesi sobre equacions diferencials sota la direcció de Maxime Bôcher. A continuació va obtenir una beca que li va permetre estudiar des de 1910 fins a 1912 a la universitat de Roma amb Vito Volterra.
La seva carrera docent va començar el 1912 en ser nomenat professor de la recentment creada universitat de Rice, a Houston (Texas) on va romandre fins al 1934. Després de diverses temptatives de la universitat de Califòrnia a Berkeley, el 1934 va decidir acceptar la oferta d'aquesta universitat per fer-se càrrec del departament de matemàtiques amb la intenció de construir un gran departament de matemàtiques. Durant els vint anys següents, va convertir Berkeley en un centre reconegut de recerca en matemàtiques, organitzant la docència, la recerca i contractant més de quinze professors de primer nivell (molts de ells europeus fugint dels nazis), entre els quals Jerzy Neyman, Alfred Tarski i Hans Lewy. Es va retirar el 1955, però encara va arribar a veure el nou edifici del departament de matemàtiques: el Evans Hall, inaugurat el 1971.
Evans va fer aportacions significatives en els camps de l'anàlisi funcional, de la teoria del potencial i de l'economia matemàtica.